# Karma (Brother Ape)
Karma is een studioalbum van Brother Ape. Die Zweedse band brengt onregelmatig albums uit. Het bleef na Force majeure uit 2013 relatief stil; er verschenen alleen ep’s. Het album bevat relatief korte nummers en kon als gevolg van de relatief korte speelduur ook uitgebracht worden op elpee. Het album werd positief ontvangen binnen de niche progressieve rock, maar dat was onvoldoende om het album ergens in de albumlijsten te krijgen.

## Musici
- Stefan Damicolas – gitaar, zang, toetsinstrumenten
- Gunnar Maxén – basgitaar, toetsinstrumenten, zang
- Max Bergman – drumstel, percussie

## Muziek
| Nr. | Titel                                                            | Duur |
| --- | ---------------------------------------------------------------- | ---- |
| 1.  | Oblivion (Damicolas)                                             | 5:46 |
| 2.  | If I could (Damicolas)                                           | 1:52 |
| 3.  | Sixteen (Damicolas)                                              | 4:11 |
| 4.  | Hina Saruwa (Damicolas)                                          | 5:51 |
| 5.  | Don't stand at my grave and cry (Damicolas, Mary Elizabeth Frye) | 5:13 |
| 6.  | Let the right one in (Damicolas, Bergman)                        | 5:28 |
| 7.  | You are (Damicolas)                                              | 4:46 |
| 8.  | Karma (Damicolas)                                                | 7:29 |

Don't stand at my grave and cry bevat de tekst van Mary Elizabeth Fryes Do not stand at my grave and weep. Waarom de band cry in de titel gebruikte in plaats van weep is niet bekend. 